# Portunus

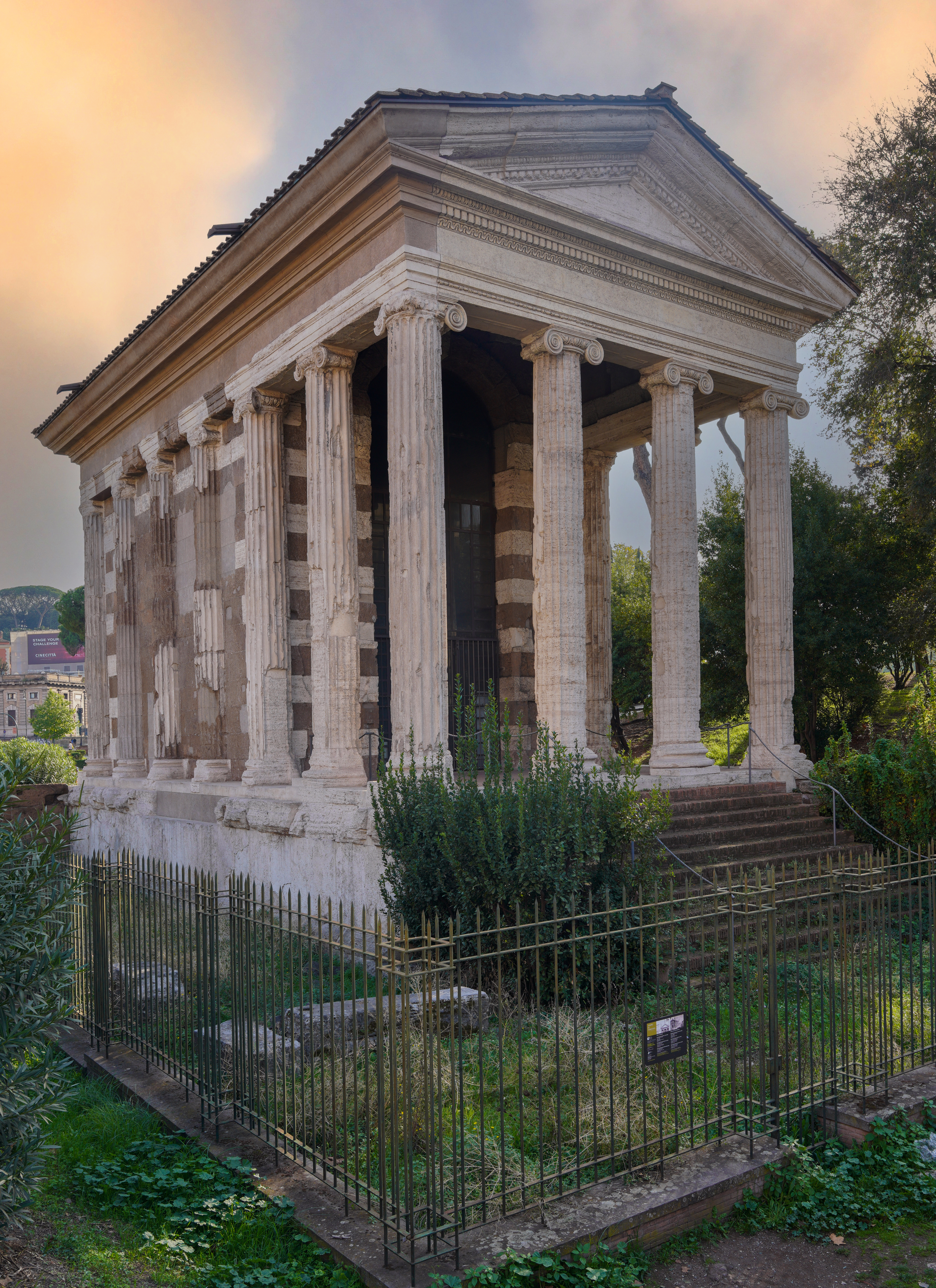
Der Portunus-Tempel in Rom

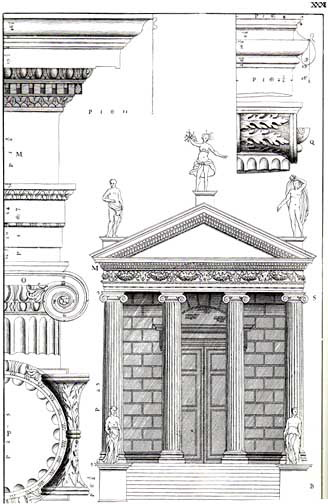
Umzeichnung der Rekonstruktion Palladios

Portunus, auch Portumnus, war in der römischen Mythologie der Gott der Häfen (lateinisch portus „Hafen“, ursprünglich „Tür“).

## Kult
Er gehörte zu den ältesten Göttern Roms und ist bereits für das 6. Jahrhundert v. Chr. belegt. Sein Zeichen ist der Schlüssel. Das Fest des Portunus, die Portunalia oder Portumnalia, wurde am 17. August begangen. Die Mater Matuta galt als seine Mutter. Portunus wurde mit dem griechischen Gott Palaimon gleichgesetzt.

## Heiligtümer
Der Tempel des Portunus, ein Bauwerk aus dem 2. Jahrhundert v. Chr., ist in Rom auf dem Forum Boarium fast vollständig erhalten. 872 wurde der in eine Kirche umgewandelte Tempel der Maria von Ägypten geweiht (S. Maria in Gradelis). Durch seine gute Erhaltung wurde er zum Modell (ionischer) Tempel für die Antikenrezeption der Renaissance. Zeitweilig wurde er der Fortuna Virilis zugeschrieben. 